# XF-91 (航空機)
XF-91 サンダーセプター
- 用途：試作迎撃機
- 製造者：リパブリック・アビエーション
- 運用者：アメリカ空軍
- 初飛行：1949年5月9日
- 生産数：2機
- 運用状況：退役

XF-91 サンダーセプターはリパブリック・アビエーションが開発した混合動力を用いる試作迎撃機である。もともとの呼称はXP-91。本機は通常の飛行にはジェットエンジンを用い、上昇中や迎撃時には推力を加えるために4基の小型ロケットエンジンを束ねたものを用いた。完成した当時にはすでに設計の大部分が旧式化していたが、これは近代的なジェットエンジンの能力が急激に増強されたためであり、試作2機だけが製造された。このうち1機は水平飛行で音速を越えた、最初のアメリカ空軍戦闘機となった。
サンダーセプターのユニークな特徴には、特異な逆テーパー翼があり、従来的な後退翼の設計とは反対に、翼弦の長さが翼根から翼端に沿うにつれて増している。これは、初期の高速機に潜んでいた極めて危険な現象、ピッチ上げの問題に対処する意図があった。サンダーセプターの設計は、直線翼のように翼全体の失速を滑らかにしようとしたものである。

## 設計と開発

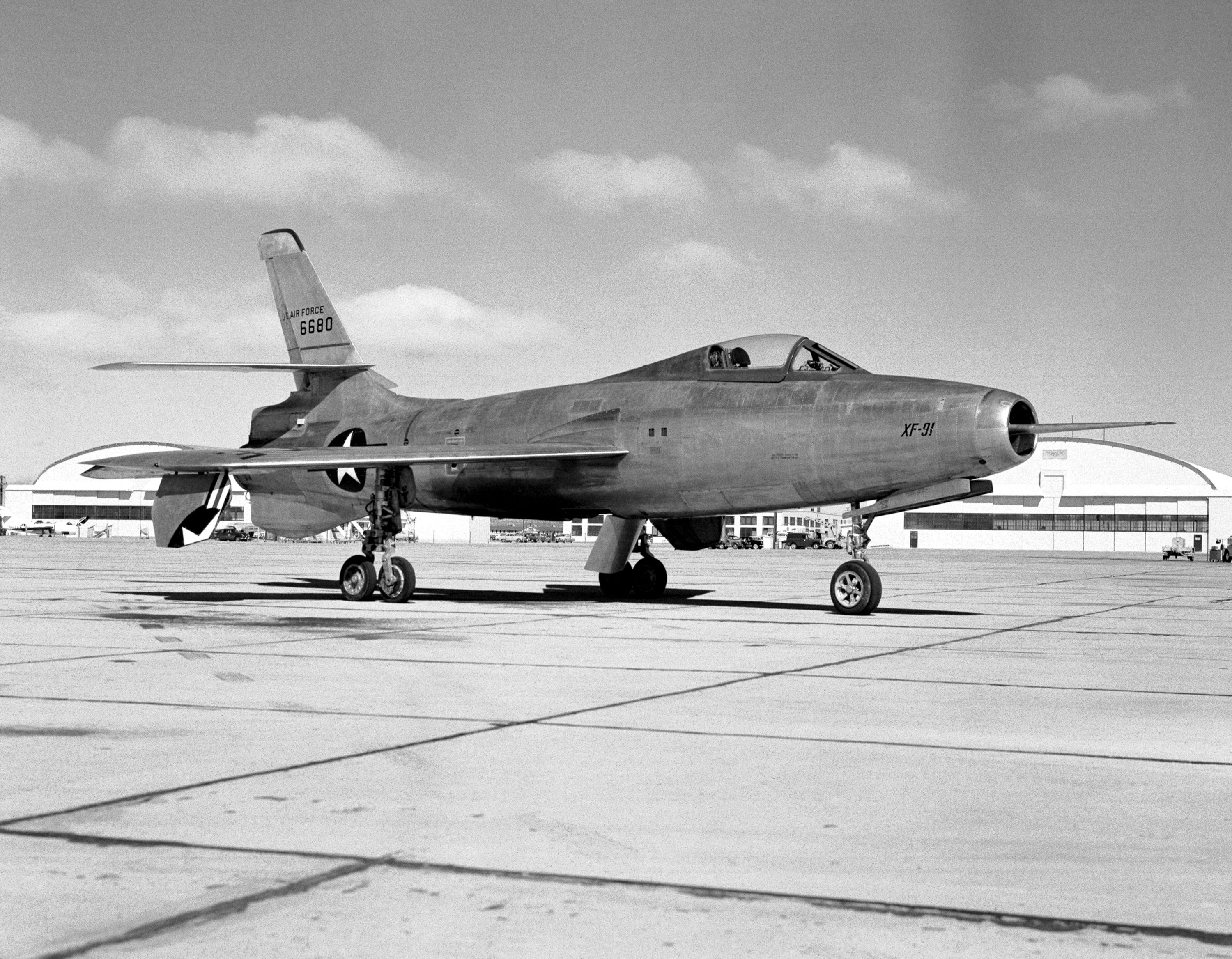
1951年、エドワード空軍基地のXF-91

XP-84の開発中のリパブリックは、アレクサンダー・カートヴェリの指導のもと、戦闘機にロケットエンジンを内蔵しようと考えていた。リパブリックは戦時中のドイツの航空機に影響を受けていた。それらはロケット動力のメッサーシュミットMe163、試作されたロケット加速のターボジェット機であるメッサーシュミットMe262C「ハイマートシュッツァー」など、一連の試作迎撃機であった。
サンダーセプターの設計は、もともとリパブリック F-84 サンダージェットを基礎として後退翼に改修した2種類のうちの1種であり、別の方は後に開発されるリパブリック F84-F サンダーストリークになった。この時代のほとんどの後退翼の設計には一つ深刻な問題があり、低速で高い迎え角を取る際、危険な不安定性があった。翼の上で停滞した気流が翼端へとスライドして向かう傾向のため、翼の残りが失速するより先にその部分を失速させた。この状況では揚力の中心が重心と比較して急激に前方へ動くことで機首を押し上げる力が働き、迎え角を増大させた。これは、極端な場合では機体がくるくると回転を起こした。航空機がこうした態勢に陥るとしばしば失速墜落し、またこのような事故がノースアメリカンF-100スーパーセイバーで相次ぎ、「剣の舞い」の言葉が生まれるに至った。
サンダーセプターの最も特徴的なこの翼型は、この問題への対処を意図している。主翼は、翼根よりも翼端部の翼弦がかなり長くなるよう作られ、主翼がもっと揚力を生み出すようになっている。これは翼端部の失速点を翼全体の失速点にまで遅らせ、「剣の舞い」の問題に巧みに対処している。この設計の副次的な効果は翼端部の内部空間が増したことで、そのため降着装置は外方に引き込み、翼端部に車輪を寝かせている。また主脚の車輪支持部に1個の大型のタイヤをつける代わりに、2個の小型の車輪を直列配置とした。別の設計変更点は、翼全体の取付角を変えられる機能であり、離着陸中の低速運用のために取付角を上向かせ、それから高速飛行や巡航時には水平飛行状態に戻す。これは着陸のときにも胴体を水平状態に近く保つことができ、大きく視界の見やすさを改善した。
最初の試作機はレドームを組み込んでおらず、後に迎撃任務を想定したことに合わせて第二試作機が機首部分にレーダーアンテナを内蔵するよう再設計が行われ、エンジンの空気吸入口を原型の装備位置からその下方へと移した。その他の点では胴体はF-84と非常に似通っている。

## 試験と評価

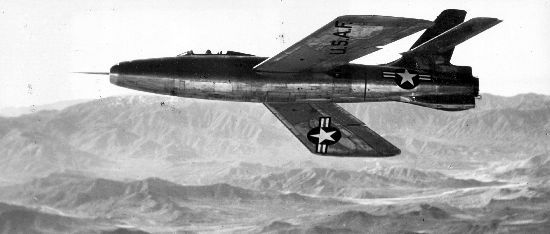
試験中のXF-91 サンダーセプター

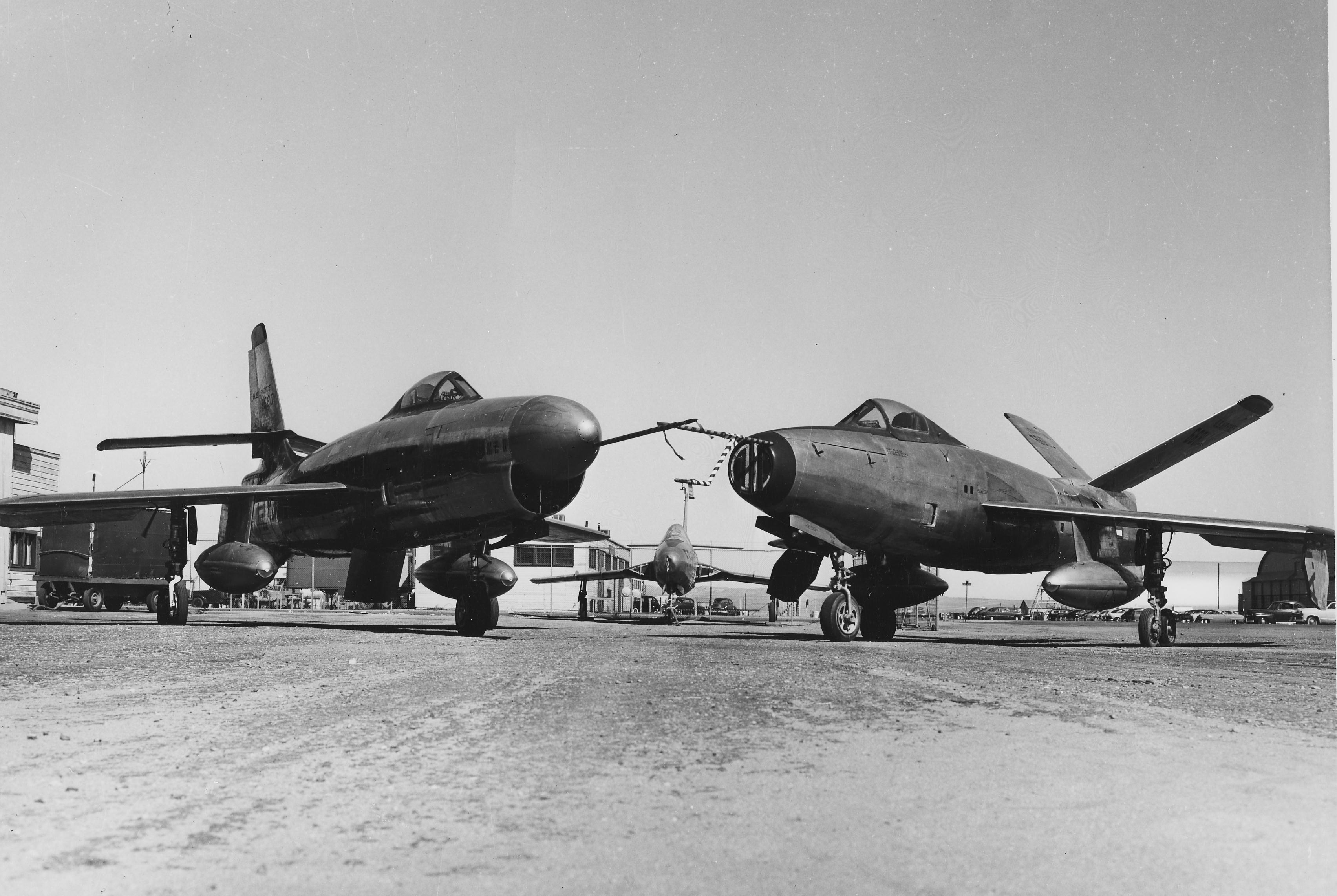
左は機首にレドームを装備した後のリパブリック XF-91 (シリアルナンバー46-680)、右側はV字形状の尾翼に改修したXF-91(シリアルナンバー46-681)

最初の試作機は1949年5月9日に初飛行をとげ、1951年12月に音速の壁を破った。後に射撃測距のための小型レドームを装備する改修を行っているが、第二試作機のように完全なレドームではない。第二試作機は完全なレドームをつけ、空気吸入口をその下部に移したが、そのほかの点は同じである。ジェットとロケットの両方を稼働させると本機はマッハ1.71に到達できた。両方の試作機とも5年にわたり192回の試験飛行を実施した。
1951年夏、第二試作機「46-681」はエドワード空軍基地から離陸中にエンジン故障を起こした。リパブリックのテストパイロット、カール・ベリンジャーは、飛行開始からわずか90秒で尾部が溶けだしたのと同時に機から脱出した。ドライレイクの湖底を7マイル走って消防車が到着したとき、尾翼部分は灰と化していた。46-681はそれからV字形状（もしくはバタフライ）の尾翼を取り付け、この状態で飛行試験を受けた。のち、本機はエドワード空軍基地で事故訓練用シミュレーターとなり、それからスクラップとなった。
他国で設計された機体により、迎撃機としてのサンダーセプターの能力はすぐに陳腐化したものの、これらの機体もサンダーセプターのように量産に移ることはなかった。アメリカ空軍は、1954年迎撃機計画の一環として、より進んだ機能的な設計案が作りだされ、提案されるに必要な短い期間を待つと決めていた。サンダーセプターは当時の他の迎撃機案と同じく、飛行可能時間が25分と短いためにアメリカ合衆国のような広大な領域を守るにはほぼ使い物にならなかった。1954年設計案はXF-91を速力、航続距離、滞空時間で凌駕し、さらに夜間や全天候能力に欠かせないレーダーや火器管制装置を備えていた。昼間のみに使用が限られる迎撃機の時代は終わりを告げていたのだった。

## 展示機体

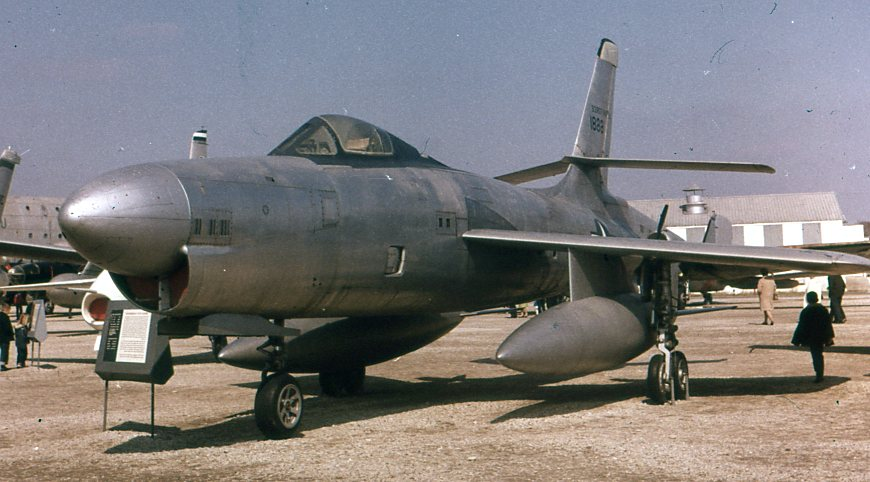
展示状態のXF-91 サンダーセプター、s/n 46-680

オハイオ州デイトンにあるライトパターソン空軍基地には国立アメリカ空軍博物館がおかれ、そこの研究&開発ギャラリーに残存した試作機「46-0680」が展示されている。

## 性能(XF-91 サンダーセプター)
データは脚注による。
- 性能諸元
  - 乗員：1名
  - 全長：13.18m、14.478m（V字尾翼の機体）、14.23m（機首をレドームに改修）
  - 翼幅：9.517m
  - 全高：5.51m、5.029m(V字尾翼の機体)
  - 翼面積：30平方m
  - 翼型：リパブリック R-4,40-1710-1.0[7]
  - 空虚重量：7,191kg
  - 全備重量：8,437kg[citation needed]
  - 最大離陸重量：12,935kg
  - 燃料容量：「46-680」総容量2,120リットル(JP)
  - 「46-681」胴体内に870リットル(JP)、胴体前部に190リットル(LOX)、胴体後部に330リットル(LOX)、胴体前部に720リットル（水・アルコール）
  - 落下増槽2個、各内訳230リットル(JP)、820リットル(LOX)、1000リットル(水・アルコール)
  - エンジン：ジェネラル・エレクトリック J47-GE-7 (のちGE-17)ターボジェットエンジン。推力5,200 lbf (23 kN)、水噴射時推力6,100 lbf (27 kN) 、アフターバーナー時6,900 lbf (31 kN)
  - エンジン：リアクション・モーター社製XLR11-RM-9 4燃焼室、液体燃料ロケットエンジン。推力6,000 lbf (27 kN)、燃焼室は個別に切り替え可能
  - 燃料：水・アルコール(25% H2O / 75% C2H6O)
  - 酸化剤：液体酸素(LOX)

- 性能
  - 最大速度：1,584km/h、高度14,478m
  - 最大速度：マッハ1.49
  - 航続距離：1,885km
  - 実用上昇限度：15,000–17,000m
  - 到達所要時間：15,240mに5分30秒
  - 翼面荷重：283.8kg/平方m[citation needed]
  - 出力重量比：0.60

- 兵装
  - 機銃：20mm M-3機関砲を4門・各弾薬200発(F-91)、T-110機関砲を4門・おのおのT-131弾薬を15発(F-91-1)、20mm M-24機関砲を4門・各弾薬200発(F-91-3)
  - ロケット：5インチ(127 mm) HVAR F-91Bを6発、2.75インチ(70 mm)マイティマウスロケットを延長可能ランチャー群に24発
  - ミサイル：ヒューズ AIM-4 ファルコン空対空ミサイル(F-91-2)、4発

### 書籍
- Jenkins, Dennis R. and Tony R. Landis. Experimental & Prototype U.S. Air Force Jet Fighters. North Branch, Minnesota, USA: Specialty Press, 2008. ISBN 978-1-58007-111-6.
- Knaack, Marcelle Size.Encyclopedia of US Air Force Aircraft and Missile Systems: Volume 1, Post-World War II Fighters, 1945–1973. Washington, D.C.: Office of Air Force History, 1978. ISBN 0-912799-59-5.
- Pace, Steve. Republic XF-91 Thunderceptor Rocket Fighter (Air Force Legends N.210). Simi Valley, California, USA: Steve Ginter Books, 2000. ISBN 0-942612-91-4.
- Pace, Steve. X-Fighters: USAF Experimental and Prototype Fighters, XP-59 to YF-23. St. Paul, Minnesota, USA: Motorbooks International, 1991. ISBN 0-87938-540-5.
- Winchester, Jim. The World's Worst Aircraft: From Pioneering Failures to Multimillion Dollar Disasters. London: Amber Books Ltd., 2005. ISBN 1-904687-34-2.
- Yeager, Chuck and Leo Janos. Yeager: An Autobiography. New York: Bantam Books, 1986. ISBN 0-553-25674-2.
- Yenne, Bill. The World's Worst Aircraft. New York: Dorset Press, 1993. ISBN 0-88029-490-6.

## 関連書籍
- Pace, Steve (2000). Republic XF-91 Thunderceptor. Air Force Legends. Nº210 (First ed.). California, United States: Ginter Books. ISBN 0-942612-91-4 2015年2月1日閲覧。